# Naomi Cavaday
Naomi Kathleen Cavaday (Sidcup, 24 april 1989) is een voormalig tennisspeelster uit Groot-Brittannië. Haar favoriete ondergrond is hardcourt. Zij speelt linkshandig en heeft een enkelhandige backhand. Zij speelde haar eerste ITF-toernooi in 2005, in Bournemouth (Engeland). In de periode 2006–2010 speelde zij enkele keren op Wimbledon, in het enkelspel, vrouwendubbelspel en gemengd dubbelspel – zij strandde steeds in de eerste ronde.
In 2007 maakte Cavaday deel uit van het Britse Fed Cup-team. In de periode 2011 tot medio 2014 speelde zij niet op de internationale toernooien. Zij won zes enkelspeltitels in het ITF-circuit, waarvan drie in 2014. Zij beëindigde haar loopbaan in de zomer van 2015.

## Posities op deWTA-ranglijst
Positie per einde seizoen:
| jaartal | ranking enkelspel | ranking dubbelspel |
| ------- | ----------------- | ------------------ |
| 2006    | 401               | 540                |
| 2007    | 196               | 425                |
| 2008    | 268               | 748                |
| 2009    | 203               | 246                |
| 2010    | 213               | 277                |
| 2011    | 670               | 1029               |
|         |                   |                    |
| 2014    | 605               | –                  |
| 2015    | 502               | 524                |

## Palmares

### WTA-finaleplaatsen enkelspel
Geen.

### WTA-finaleplaatsen dubbelspel
Geen.

### Gewonnen ITF-toernooien enkelspel
| nr. | finaledatum | toernooi        | dotatie | tegenstandster in finale | score         |
| --- | ----------- | --------------- | ------- | ------------------------ | ------------- |
| 1.  | 2005-11-06  | Pune            | $10.000 | Isha Lakhani             | 6-4, 6-1      |
| 2.  | 2007-03-18  | Orange          | $25.000 | Karin Knapp              | 6-1, 6-1      |
| 3.  | 2010-05-02  | Brescia         | $25.000 | Andrea Hlaváčková        | 6-2, 6-4      |
| 4.  | 2014-09-28  | Sharm-el-Sheikh | $10.000 | Ana Veselinović          | 6-4, 6-4      |
| 5.  | 2014-10-26  | Stockholm       | $10.000 | Tayisiya Morderger       | 7-6, 6-4      |
| 6.  | 2014-11-02  | Stockholm       | $10.000 | Margarita Lazareva       | 5-7, 6-3, 6-3 |

### Gewonnen ITF-toernooien dubbelspel
| nr. | finaledatum | toernooi     | dotatie  | partner              | tegenstandsters in finale             | score            |
| --- | ----------- | ------------ | -------- | -------------------- | ------------------------------------- | ---------------- |
| 1.  | 2009-05-03  | Johannesburg | $100.000 | Lesja Tsoerenko      | Kristína Kučová Anastasija Sevastova  | 6-2, 2-6, [11-9] |
| 2.  | 2010-05-01  | Brescia      | $25.000  | Anastasia Pivovarova | Iryna Koerjanovitsj Valerija Savinych | 6-3, 6-7, [10-8] |

## Resultaten grandslamtoernooien
| Legenda | Legenda                          |
| ------- | -------------------------------- |
| g.t.    | geen toernooi gehouden           |
| l.c.    | lagere categorie                 |
| –       | niet deelgenomen                 |
| G       | uitgeschakeld in de groepsfase   |
| 1R      | uitgeschakeld in de eerste ronde |
| 2R      | uitgeschakeld in de tweede ronde |
| 3R      | uitgeschakeld in de derde ronde  |
| 4R      | uitgeschakeld in de vierde ronde |
| KF      | uitgeschakeld in de kwartfinale  |
| HF      | uitgeschakeld in de halve finale |
| F       | de finale verloren               |
| W       | het toernooi gewonnen            |
| w-v     | winst/verlies-balans             |

### Enkelspel
| Toernooi        | 2006 | 2007 | 2008 |
| --------------- | ---- | ---- | ---- |
| Australian Open | –    | –    | –    |
| Roland Garros   | –    | –    | –    |
| Wimbledon       | 1R   | 1R   | 1R   |
| US Open         | –    | –    | –    |

### Vrouwendubbelspel
| Toernooi        | 2007 | 2008 | 2009 | 2010 |
| --------------- | ---- | ---- | ---- | ---- |
| Australian Open | –    | –    | –    | –    |
| Roland Garros   | –    | –    | –    | –    |
| Wimbledon       | 1R   | 1R   | 1R   | 1R   |
| US Open         | –    | –    | –    | –    |

### Gemengd dubbelspel
| Toernooi        | 2009 |
| --------------- | ---- |
| Australian Open | –    |
| Roland Garros   | –    |
| Wimbledon       | 1R   |
| US Open         | –    |